# Centurione II Zaccaria
Centurione II Zaccaria (mort en 1432) est le descendant d'une riche famille génoise établie en Morée. Il devient prince d'Achaïe quand il se fait reconnaître par Ladislas Ier de Naples, en 1404, au détriment de ses cousins. Il est le dernier prince latin de cette seigneurie, avant sa conquête par l'Empire byzantin.

## Biographie
Centurione est le fils d'Andronic Asen Zaccaria (en) et le petit-fils de Centurione Ier Zaccaria (en). Il succède à son père à la tête de la baronnie d'Arcadie (aujourd'hui Kyparissía) en 1402.[réf. nécessaire] Encore jeune, il se distingue par son ambition et met à l'écart sa tante et princesse d'Achaïe, Marie II Zaccaria, dès 1404. Ce geste est approuvé par le roi de Naples, suzerain de l'Achaïe. Immédiatement, il s'appuie sur la notabilité locale en se mariant à la fille de Léonard II Tocco, seigneur de Zante, et nièce de Carlo Ier Tocco, seigneur de Céphalonie et de Leucade. 
Toutefois, Centurione rentre rapidement en guerre avec certains de ses parents. Carlo Ier est délié de ses obligations envers l'Achaïe par Ladislas et il s'allie avec Théodore Ier Paléologue, despote de Morée, en guerre avec la principauté d'Achaïe. Il s'empare notamment de Clarentza en 1408. En outre, le frère de Centurione, Étienne, qui est devenu évêque de Patras, décide de vendre son diocèse aux Vénitiens pendant cinq ans, en remboursement de ses dettes. Enfin, Centurione doit s'allier avec les Vénitiens et les Giustiniani, seigneurs de Chios, pour reprendre Clarentza en 1414, avec l'aide de mercenaires albanais. En échange de leur soutien, il cède Clarentza et Navarin aux Giustiniani. 
Par la suite, Centurione est privé de l'aide génoise car la République italienne est en guerre avec le duché de Milan et le royaume d'Aragon. En 1417, l'armée de Constantinople, dirigée par Théodore II Paléologue et Jean VIII Paléologue, envahit l'Achaïe. Ils prennent la Messénie et l'Élide, assiégeant Centurione à Clarentza, qu'il fuit par mer au printemps 1418. Peu après, Patras tombe à son tour et il faut l'arbitrage des Vénitiens pour conclure une trêve.
En décembre 1423, le conflit reprend entre Centurione et le despote Théodore II Paléologue ; le prince est capturé au cours de l'été suivant.
Il ne reste plus alors à Centurione que quelques forteresses, comme la baronnie de Chalandritsa. En 1429, il conclut un traité avec les Byzantins par lequel il donne en mariage à Thomas Paléologue sa fille Catherine avec pour dot le reste de ses possessions, à l'exception d'Arkadia où il se retire en 1430. 
Il meurt deux ans plus tard. Ses domaines passent alors aux mains des Byzantins.